# Trifurcula raikhonae
Trifurcula raikhonae là một loài bướm đêm thuộc họ Nepticulidae. Nó được miêu tả bởi Puplesis năm 1985. It is widespread in the Trung Án mountains, bao gồm miền tây và central Tyan Shan (Kazakhstan và Kirgiziya), the Gissarskiy (Hissar) ridge in Tadzhikistan, và miền bắc Kugitangtau mountains in Uzbekistan và in central Afghanistan. It is not được tìm thấy ở lowland desert areas.
Chiều dài cánh trước là 3.1-3.9 mm đối với con đực và 3.2-4.0 mm đối với con cái. Con trưởng thành bay từ tháng 5 đến tháng 8.
The larvae possibly make galls in branches of Prunus species.

## Phân loại
Sinopticula sinica is possibly a synonym.